# Liisa Jaakonsaari

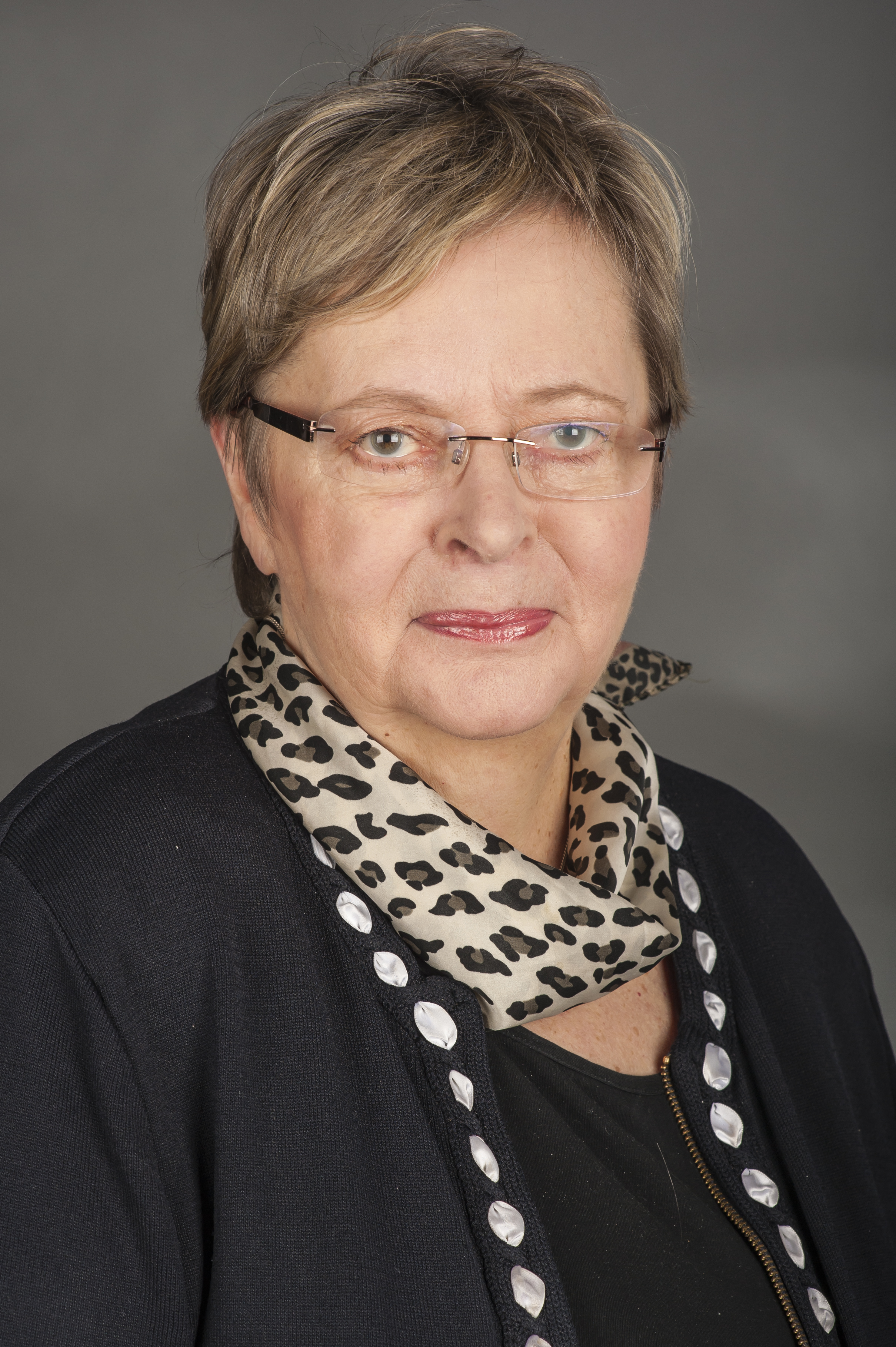
Liisa Jaakonsaari (2014)

Liisa Anneli Jaakonsaari (* 2. September 1945 in Oulu) ist eine finnische Politikerin der Sozialdemokratischen Partei Finnlands.

## Leben
Jaakonsaari war von 1972 bis 1995 im Stadtrat von Oulu. Von 1979 bis 2009 war sie Abgeordnete im Finnischen Parlament. Im ersten Regierungskabinett von Paavo Lipponen war sie von 1995 bis 1999 Arbeitsministerin. 2009 wurde sie in das Europaparlament gewählt.

## EU-Parlamentarierin
Jaakonsaari ist in der Fraktion der Progressiven Allianz der Sozialisten & Demokraten.
Sie ist Stellvertretende Vorsitzende in der Delegation für die Beziehungen zum Panafrikanischen Parlament.
Mitglied ist sie im Ausschuss für auswärtige Angelegenheiten und in der Delegation im Gemischten Parlamentarischen Ausschuss EU-Türkei.
Stellvertreterin im Ausschuss für Beschäftigung und soziale Angelegenheiten und in der Delegation für die Beziehungen zu Südafrika.